# Rzeka kłamstw
Rzeka kłamstw (port. Amor à Vida) – brazylijska telenowela z 2013 roku. Wyprodukowana przez Rede Globo. Głównymi aktorami są: Paolla Oliveira, Malvino Salvador, Mateus Solano, Vanessa Giácomo, Susana Vieira, Antônio Fagundes, Juliano Cazarré, Elizabeth Savalla, Barbara Paz i José Wilker, i wielu innych. Telenowela jest emitowana w Polsce od 3 września 2014 do 20 kwietnia 2015 roku na kanale TVN.

## Obsada
- Paolla Oliveira - Paloma Rodriguez Khoury
- Mateus Solano - Félix Rodriguez Khoury
- Malvino Salvador - Bruno dos Santos Araújo
- Vanessa Giácomo - Aline Noronha Khoury
- Susana Vieira - Pilar Rodriguez Khoury
- Antônio Fagundes - César Khoury
- Juliano Cazarré - Joaquim Roveri (Ninho)
- Elizabeth Savalla - Márcia do Espírito Santo
- Thiago Fragoso - Nicolas Corona (Niko)
- Tatá Werneck - Valdirene do Espírito Santo
- Marcello Antony - Eron Lira Torgano
- Marina Ruy Barbosa - Nicole Veiga de Assis
- Klara Castanho - Paula Sousa Araújo (Paulinha)
- Rosamaria Murtinho - Tamara Gouveia Sobral
- Bárbara Paz - Edith Sobral Khoury
- Danielle Winits - Amarilys Baroni
- Fernanda Machado - Leila Melo Rodriguez
- Eliane Giardini - Ordália Aparecida dos Santos Araújo
- José Wilker - Herbert Marques
- Luís Melo - Atílio Pimenta Camargo / Alfredo Gentil
- Ary Fontoura - Lutero Moura Cardoso
- Nathalia Timberg - Bernarda Campos Rodriguez
- Lúcia Veríssimo - Mariah Piattini
- Anderson Di Rizzi - Carlos José dos Santos Araújo (Carlito)
- Carol Castro - Sílvia Bueno
- Maria Casadeval - Patrícia Mileto
- Caio Castro - Michel Gusmão
- Fabiana Karla - Perséfone Fortino
- Leona Cavalli - Glauce de Sá Benites
- Maria Maya - Alejandra Reys Moreno
- Bruna Linzmeyer - Linda Melo Rodriguez
- Ricardo Tozzi - Thales Brito
- Sophia Abrahão - Natasha Veiga de Assis Brito
- Angela Rebello - Lídia Pinheiro
- Daniel Rocha - Rogério Machado
- Márcio Garcia - Gustavo Donato (Guto)
- Rodrigo Andrade - Daniel Melo Rodriguez
- Vera Zimmerman - Simone Maia Benitez
- Christiane Tricerri - Vega Azevedo
- Françoise Forton - Gisela Borba de Andrada Lemos (Gigi)
- Carlos Machado - Ignácio Alvimar Carvalho
- Rainer Cadete - Rafael Nero
- Thalles Cabral - Jonathan Sobral Khoury
- Bel Kutner - Joana Rangel
- Lucas Romano - Luciano dos Santos Araújo
- Paula Braun - Rebeca Schatman
- Mouhamed Harfouch - Pérsio Faruq Ahmad
- Carolina Kasting - Regina Maria dos Santos Batista (Gina)
- Fúlvio Stefanini - Denizard Trajano Araújo
- Neusa Maria Faro - Maria Cecília Esteves (Ciça)
- Kiko Pissolato - Maciel Pereira
- Júlio Rocha - Jacques Sampaio
- Cristina Mutarelli - Priscila Khoury
- Sandra Corveloni - Neide Melo Rodriguez
- Genézio de Barros - Amadeu Campos Rodriguez
- Emílio Orciollo Netto - Murilo de Andrada Lemos Corrêa
- Thavyne Ferrari - Sandra Alves Corrêa (Sandrinha)
- André Garolli - Vinícius Frazão
- Álamo Facó - Renan de Oliveira
- Renata Castro Barbosa - Marilda Fernandes
- Adriano Toloza - Ivan Coelho
- Marcelo Schmidt - Valentin Reys Moreno
- Ângela Dip - Vivian Lobato
- Marcelo Argenta - Vanderlei Brandão
- Josie Antello - Adriana Nascimento
- Raquel Villar - Inaiá Seixas
- Ana Paula Botelho - Carolina Freitas Aguiar
- Celso Bernini - Jefferson Mattos
- Camila Chiba - Noriko Akiyoshi
- Carol Rainato - Raquel Gonçalves
- Gabriel Chadan - Adoniran Lobo
- Pierre Baitelli - Laerte Torres
- Renata Tobelem - Dirce Pascoal
- Vera Ferreira - Sirlange Pires
- Felipe Titto - Wagner Carvalho
- Camila Czerkes - Valéria Ferraz
- Cassiano Barreto - Ailton Lima
- Vera Mancini - Maristela Freitas
- Miriam Lins - Verônica Rocha
- Ana Carbatti - Judith Santiago
- Nathália Rodrigues - Elenice Marinelli
- Marcelo Flores - Rinaldo Silva
- Gabriela Duarte -Luana Sousa Araújo
- Ângela Rabelo - Eudóxia Carvalho
- Francisco Cuoco - Rubão Carvalho
- Sidney Sampaio - Elias
- Lucas Malvacini - Anjinho
- Kayky Gonzaga - Jayme
- Giovanna de Toni - Ingrid
- Eriberto Leão - André
- Gláucio Gomes - Pastor Efigênio
- Cláudio Tovar - Delegado Assis
- Matheus Cunha - Gatin
- Jefferson Schoroeder - Túlio
- Bruno Dubeux - Samuel
- Dani Vieira - Ellen
- Ilya São Paulo - Euclides
- Luíza Mariani - Sibila
- Werles Pajero - Juscelino
- Jitman Vibranovski - Aurélio
- João Cunha - Jonas Gomide
- Francine Melo - Karina Ramos

## Nagrody
Meus Prêmios Nick
- Ulubiony aktor - Mateus Solano
- Gata do Ano - Marina Ruy Barbosa

Prêmio Extra de Televisão
- Najlepsza telenowela
- Najlepszy aktor - Mateus Solano
- Najlepsza aktorka drugoplanowa - Elizabeth Savalla
- Najlepsza aktorka objawieniem - Tatá Werneck
- Najlepszy aktor lub aktorka dziecka - Klara Castanho
- Ídolo Teen - Caio Castro

Capricho Awards
- Najlepszy aktor krajowa - Caio Castro
- Najlepsza aktorka krajowa - Tatá Werneck

Troféu APCA
- Najlepszy aktor - Mateus Solano
- Najlepsza aktorka - Elizabeth Savalla

Retrospectiva UOL
- Najlepszy aktor / czarny charakter - Mateus Solano
- Najlepszy aktor lub aktorka objawieniem - Tatá Werneck

Prêmio Quem de Televisão
- Najlepszy aktor - Mateus Solano
- Najlepsza aktorka drugoplanowa - Elizabeth Savalla
- Najlepszy objawieniem - Tatá Werneck
- Najlepszy autor - Walcyr Carrasco

Melhores do Ano
- Najlepsza aktorka - Paolla Oliveira
- Najlepszy aktor - Mateus Solano
- Najlepsza aktorka drugoplanowa - Elizabeth Savalla
- Najlepszy aktor drugoplanowy - Thiago Fragoso
- Najlepsza aktorka objawieniem - Tatá Werneck
- Najlepszy aktor objawieniem - Anderson Di Rizzi

Troféu Imprensa
- Najlepsza telenowela
- Najlepszy aktor - Mateus Solano
- Najlepsza aktorka - Vanessa Giácomo
- Najlepszy objawieniem - Tatá Werneck

Troféu Internet
- Najlepszy aktor - Mateus Solano
- Najlepszy objawieniem - Tatá Werneck

Prêmio Contigo! de TV
- Telenovela roku
- Najlepsza telenowela aktorem - Mateus Solano
- Najlepsza aktorka telenoweli - Vanessa Giácomo
- Najlepszy aktor drugoplanowy - Thiago Fragoso
- Najlepsza aktorka drugoplanowa - Elizabeth Savalla
- Najlepszym odkryciem telewizji - Tatá Werneck

GLAAD Media Awards
- Najlepsza telenowela